# Graça Aranha (Colatina)
Graça Aranha é um distrito do município brasileiro de Colatina, no interior do estado do Espírito Santo. Segundo o censo demográfico de 2022, realizado pelo Instituto Brasileiro de Geografia e Estatística (IBGE), sua população era de 1 164 habitantes e havia 449 domicílios particulares permanentes ocupados.

## História
O distrito foi criado pela lei municipal nº 1.919 de 31 de dezembro de 1963.

## Geografia

### Localização
O distrito está situado na região norte do município.

### População
Pelo Censo 2010 (IBGE) a população total do distrito era de 1 409 habitantes, e a população urbana era de 507 habitantes.